# 77 Records
77 Records was een Brits platenlabel, in 1957 opgericht door Doug Doball, die een beroemde platenzaak had in 77 Charing Cross Road (Londen), Dobell's Jazz Record Shop. Het label was gespecialiseerd in folk, blues en jazz.
Artiesten die voor het label platen maakten of wier opnames waren overgenomen van Amerikaanse platenlabels, waren onder meer:
- Ramblin' Jack Elliott
- Alexis Korner
- Lightnin' Hopkins
- Francis 'Scrapper' Blackwell
- Reverend Gary Davis
- Robert Pete Williams
- Big Joe Williams
- Sunnyland Slim
- Little Brother Montgomery
- Yank Rachell
- Sleepy John Estes
- Kid Thomas
- Blind Gary Davis
- George Lewis
- Big Joe Turner
- Cyril Davies